# Neolebias gossei
Neolebias gossei är en fiskart som först beskrevs av Max Poll och Lambert, 1964.  Neolebias gossei ingår i släktet Neolebias och familjen Distichodontidae. IUCN kategoriserar arten globalt som livskraftig. Inga underarter finns listade i Catalogue of Life.